# Siekluki (Mazovie)
Pour les articles homonymes, voir Siekluki.
Siekluki (prononciation : [ɕeˈkluki]) est un village polonais de la gmina de Dzierzążnia dans le powiat de Płońsk de la voïvodie de Mazovie dans le centre-est de la Pologne.
Il se situe à environ 5 kilomètres à l'est de Dzierzążnia (siège de la gmina), 6 kilomètres à l'ouest de Płońsk (siège du powiat) et à 66 kilomètres au nord-ouest de Varsovie (capitale de la Pologne).

## Histoire
De 1975 à 1998, le village appartenait administrativement à la voïvodie de Ciechanów.